# Kostel Nejsvětější Trojice (Šachov)
Kostel Nejsvětější Trojice je římskokatolický, orientovaný, filiální kostel v Šachově, části města Borohrádek, patřící do farnosti Borohrádek. Je chráněn od 3. 5. 1958 jako kulturní památka České republiky.

## Historie
Existence kostela v obci je doložena v polovině 14. století. Současný, raně barokní kostel dominující okolí byl vybudován v letech 1692–1693 a začátkem 20. století byl výrazněji upraven.

## Architektura
Jednolodní obdélníková stavba s obdélným presbytářem uzavřeným trojbokým závěrem, který je vzhledem k lodi ustoupený. Hranolovitá zvonicová věž je přistavěna k presbytáři z jižní skryté strany. Předsíň je přistavěna k hlavnímu průčelí na západní straně. Stěny kostela jsou členěny lizénami. Okna jsou půlkruhově uzavřená.

## Varhany
Varhany v kostele jsou z roku 1846. 

## Bohoslužby
Pravidelné bohoslužby se konají každou neděli od 15.00.

## Galerie

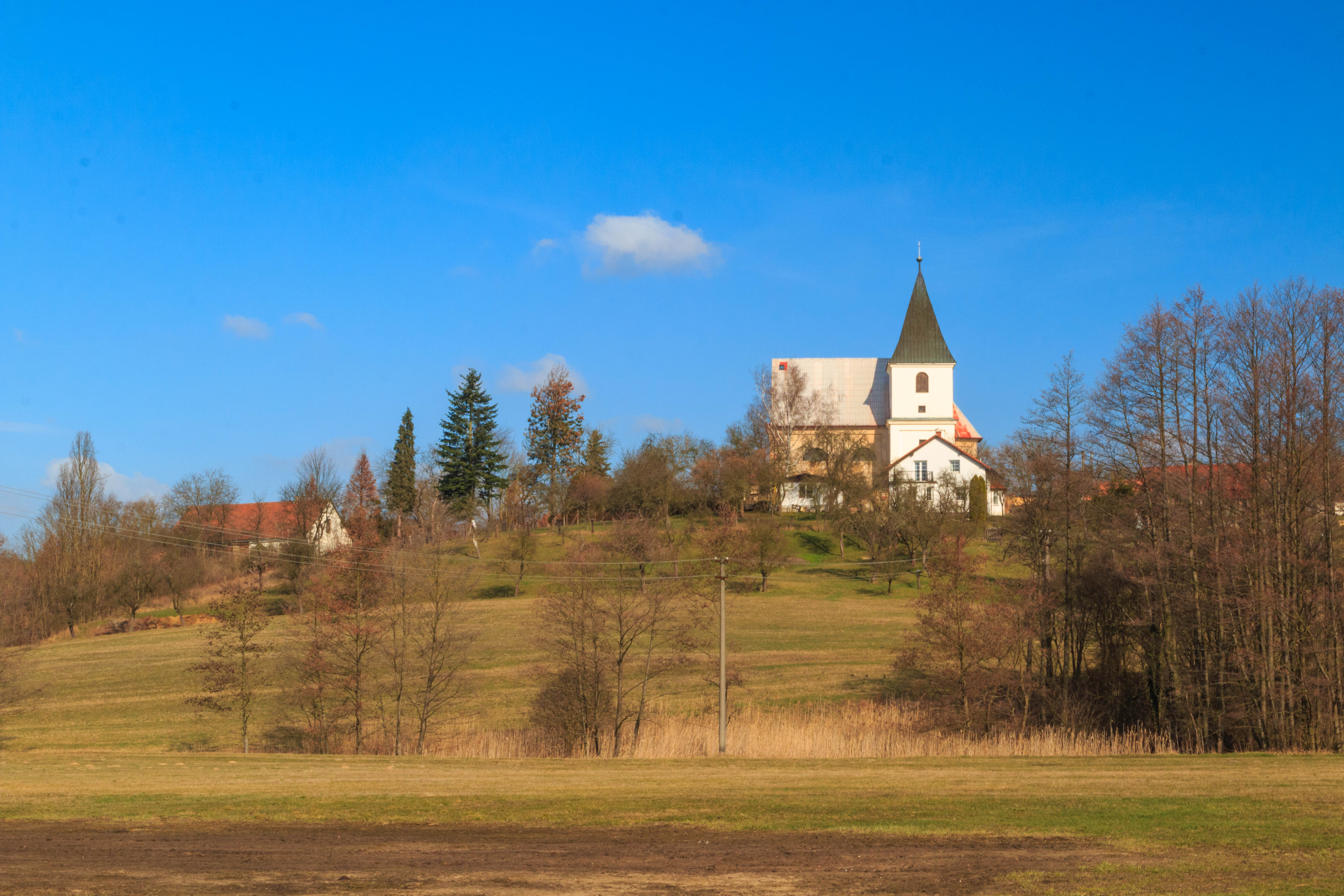
Kostel
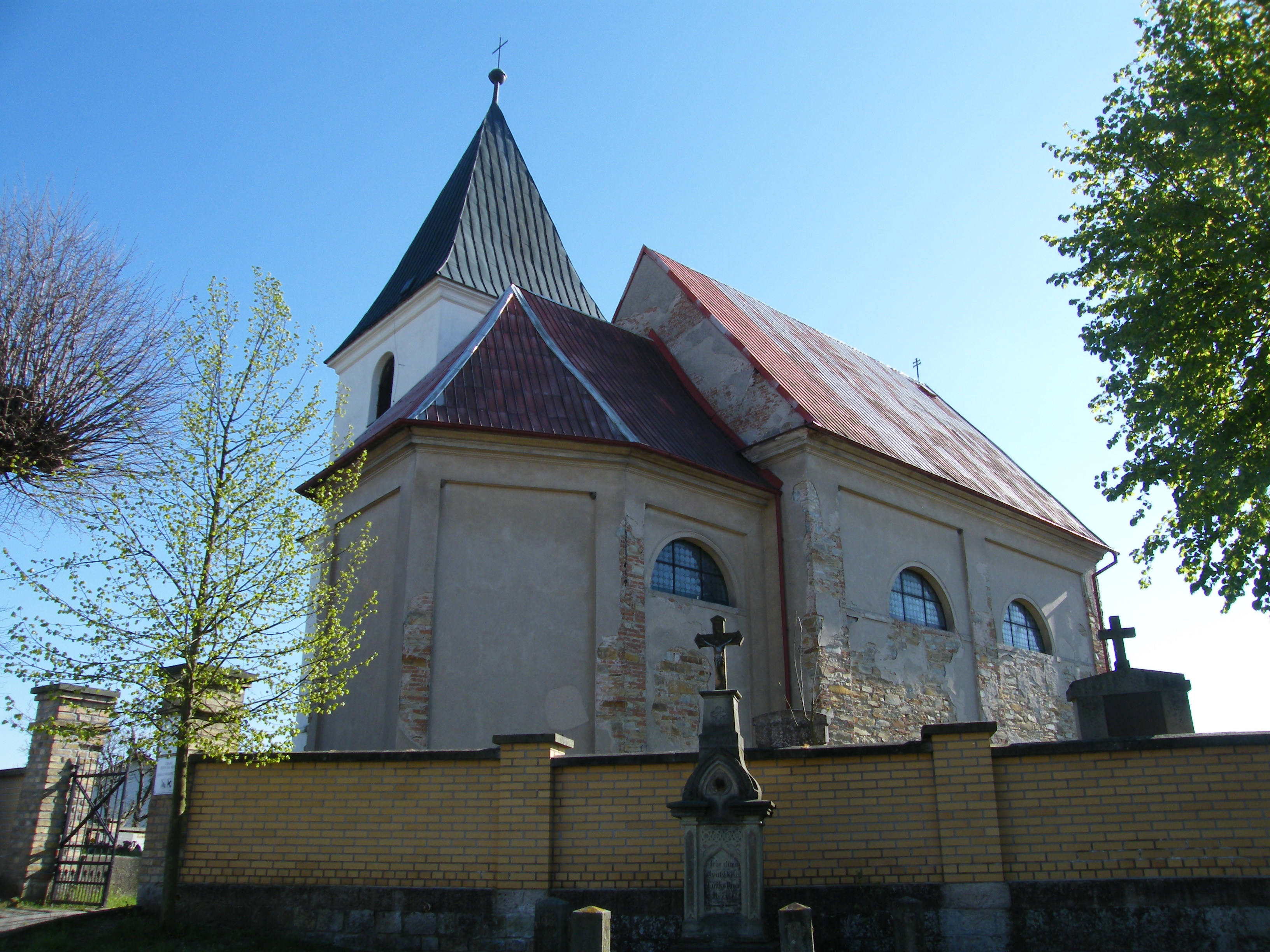
Kostel
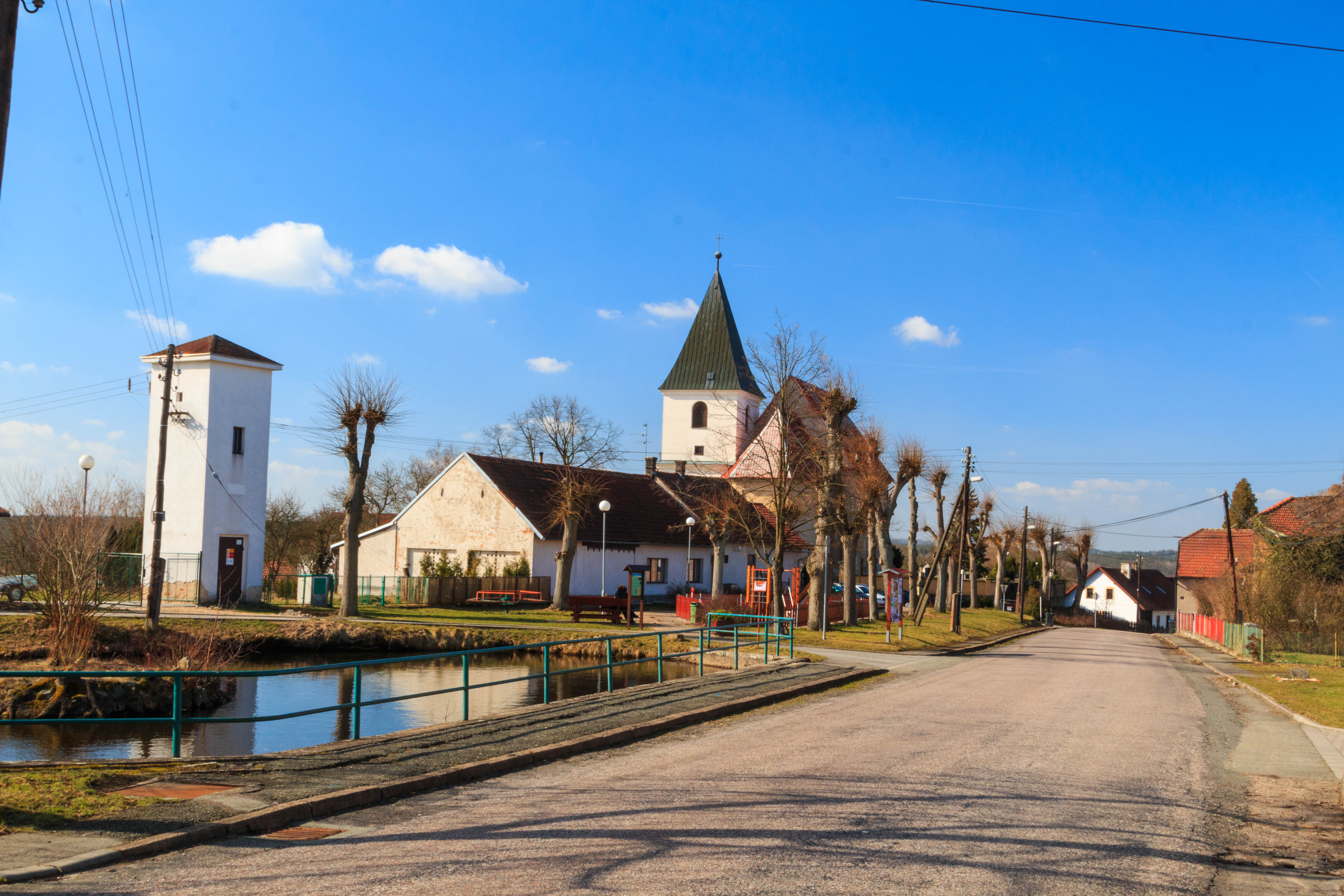
Náves s kostelem